# 106-й гвардейский истребительный авиационный полк
106-й гвардейский истребительный авиационный Висленский орденов Кутузова и Александра Невского полк (106-й гв. иап) — воинская часть Военно-воздушных сил (ВВС) Вооружённых Сил РККА, принимавшая участие в боевых действиях Великой Отечественной войны.

## Наименования полка

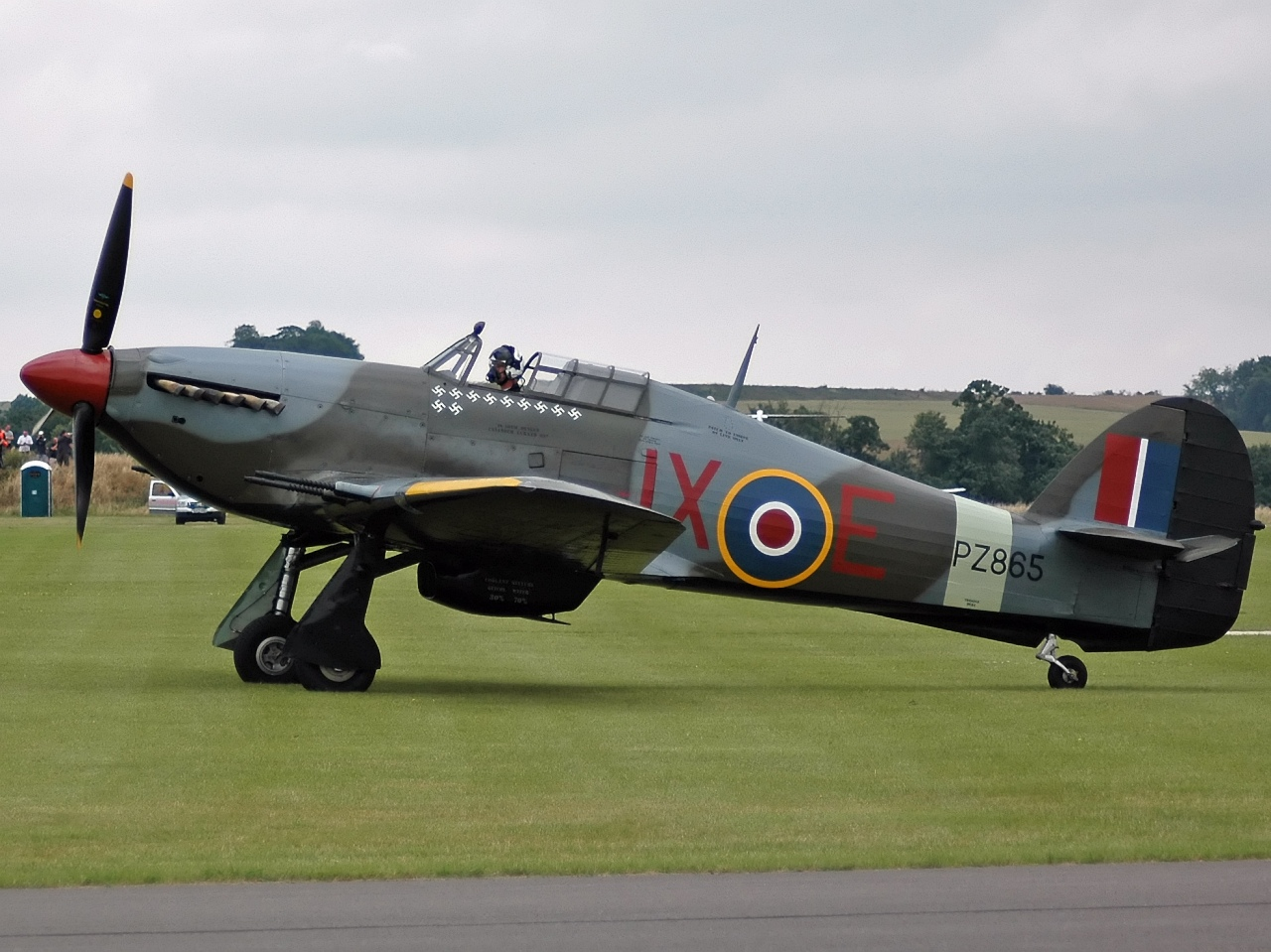
Харрикейн

За весь период своего существования полк несколько раз менял своё наименование:
- 814-й истребительный авиационный полк;
- 106-й гвардейский истребительный авиационный полк;
- 106-й гвардейский истребительный авиационный Висленский полк;
- 106-й гвардейский истребительный авиационный Висленский ордена Александра Невского полк;
- 106-й гвардейский истребительный авиационный Висленский орденов Кутузова и Александра Невского полк;
- Полевая почта 23305.

## Создание полка

Командир полка Кузнецов М. В.

106-й гвардейский истребительный авиационный полк образован 24 августа 1943 года путём преобразования из 814-го истребительного авиационного полка на основании Приказа НКО СССР

## Расформирование полка
В связи с реформированием Вооружённых сил СССР 106-й гвардейский истребительный авиационный Висленский орденов Кутузова и Александра Невского полк 6 мая 1961 года был расформирован.

## В действующей армии
В составе действующей армии:
- с 28 августа 1943 года по 2 января 1944 года
- с 14 мая 1944 года по 11 мая 1945 года

## Командиры полка
- полковник Родин Сергей Петрович[3], 14.04.1942 — 05.1942
- майор, подполковник Кузнецов Михаил Васильевич[3], 05.1942 — 20.07.1945

## В составе соединений и объединений
| Период        | Фронт (округ)            | армия                | корпус                                       | дивизия                                              | примечание                         |
| ------------- | ------------------------ | -------------------- | -------------------------------------------- | ---------------------------------------------------- | ---------------------------------- |
| 25.12.1942 г. | Юго-Западный фронт       | 17-я воздушная армия | 3-й смешанный авиационный корпус             | 207-я истребительная авиационная дивизия             | Як-1, Як-7Б                        |
| 24.08.1943 г. | Юго-Западный фронт       | 17-я воздушная армия | 1-й гвардейский смешанный авиационный корпус | 11-я гвардейская истребительная авиационная дивизия  | Як-1, Як-7Б                        |
| 20.10.1943 г. | 3-й Украинский фронт     | 17-я воздушная армия | 1-й гвардейский смешанный авиационный корпус | 11-я гвардейская истребительная авиационная дивизия  | Як-1, Як-7Б                        |
| 03.01.1944 г. | Резерв Ставки ВГК        |                      | 1-й гвардейский смешанный авиационный корпус | 11-я гвардейская истребительная авиационная дивизия  | Як-1, получил Як-9 вместо Як-7Б    |
| 14.05.1944 г. | 3-й Украинский фронт     | 17-я воздушная армия | 1-й гвардейский смешанный авиационный корпус | 11-я гвардейская истребительная авиационная дивизия  | Як-1, Як-9                         |
| 08.07.1944 г. | 1-й Украинский фронт     | 8-я воздушная армия  | 1-й гвардейский смешанный авиационный корпус | 11-я гвардейская истребительная авиационная дивизия  | Як-1, Як-9                         |
| 31.07.1944 г. | 1-й Украинский фронт     | 2-я воздушная армия  | 1-й гвардейский смешанный авиационный корпус | 11-я гвардейская истребительная авиационная дивизия  | Як-1, Як-9                         |
| 28.09.1944 г. | 1-й Украинский фронт     | 2-я воздушная армия  | 2-й гвардейский штурмовой авиационный корпус | 11-я гвардейская истребительная авиационная дивизия  | Як-1, Як-9                         |
| 11.05.1945 г. | 1-й Украинский фронт     | 2-я воздушная армия  | 2-й гвардейский штурмовой авиационный корпус | 11-я гвардейская истребительная авиационная дивизия  | Як-1, Як-9                         |
| 10.07.1945 г. | Центральная группа войск | ВВС ЦГВ              | 2-й гвардейский штурмовой авиационный корпус | 11-я гвардейская истребительная авиационная дивизия  | Австрия, аэр. Пандорф, Як-1, Як-9  |
| 20.12.1945 г. | Центральная группа войск | ВВС ЦГВ              | 2-й гвардейский штурмовой авиационный корпус | 11-я гвардейская истребительная авиационная дивизия  | Венгрия, Секешфехервар, Як-1, Як-9 |
| 10.01.1949 г. | Центральная группа войск | ВВС ЦГВ              |                                              | 195-я гвардейская истребительная авиационная дивизия | Як-3                               |
| 15.09.1950 г. | Южная группа войск       | Особый корпус        |                                              | 195-я гвардейская истребительная авиационная дивизия | МиГ-15                             |
| 1957 г.       | Южная группа войск       | 36-я воздушная армия |                                              | 195-я гвардейская истребительная авиационная дивизия | МиГ-17                             |
| 06.05.1961 г. | Южная группа войск       | 36-я воздушная армия |                                              | 195-я гвардейская истребительная авиационная дивизия | полк расформирован, МиГ-17         |

## Участие в операциях и битвах
- Донбасская операция с 13 августа 1943 года по 22 сентября 1943 года
- Запорожская операция с 10 октября 1943 года по 14 октября 1944 года
- Днепропетровская операция с 23 октября 1943 года по 5 ноября 1943 года
- Львовско-Сандомирская операция с 13 июля 1944 года по 3 августа 1944 года
- Висло-Одерская операция с 12 января 1945 года по 3 февраля 1945 года
- Нижне-Силезская операция с 8 февраля 1945 года по 24 февраля 1945 года
- Верхне-Силезская наступательная операция с 15 марта по 31 марта 1945 года
- Берлинская операция с 16 апреля 1945 года по 8 мая 1945 года
- Пражская операция с 5 мая 1945 года по 12 мая 1945 года

## Почётные наименования
За отличие в боях при форсировании реки Висла и овладении городом Сандомир 106-му гвардейскому истребительному авиационному полку 1 сентября 1944 года присвоено почётное наименование «Висленский»

## Награды
- 106-й гвардейский истребительный авиационный Висленский полк 26 мая 1945 года за образцовое выполнение боевых заданий командования в боях при прорыве обороны противника на реке Нейссе и овладении городами Коттбус, Люббен, Цоссен, Беелитц, Лукенвальде, Тройенбритцен, Цана, Мариенсфельде, Треббин, Рантсдорф, Дидерсдорф, Кельтов и проявленные при этом доблесть и мужество Указом Президиума Верховного Совета СССР награждён орденом Александра Невского[5]
- 106-й гвардейский истребительный авиационный Висленский ордена Александра Невского полк 4 июня 1945 года «За образцовое выполнение боевых заданий командования при овладении городом Дрезден и проявленные при этом доблесть и мужество» Указом Президиума Верховного Совета СССР награждён орденом Кутузова III степени[6]

## Благодарности Верховного Главнокомандующего
Верховным Главнокомандующим дивизии объявлены благодарности:
- За овладение областным центром Украины городом Днепропетровск и городом Днепродзержинск (Каменское) — важнейшими промышленными центрами юга страны и крупными узлами обороны немцев в излучине реки Днепр[7]
- За овладение городами Владимир-Волынский и Рава-Русская[8]
- За овладение городом Сандомир и за овладение сандомирским плацдармом[9]
- За овладение городами немецкой Силезии Нейштедтель, Нейзальц, Фрейштадт, Шпроттау, Гольдберг, Яуэр, Штригау[10]
- За овладение городами Грюнберг, Зоммерфельд и Зорау[11]
- За овладение городом и крепостью Глогау (Глогув) — мощным узлом обороны немцев на левом берегу Одера[12]
- За ликвидацию группы немецких войск, окружённой юго-восточнее Берлина[13]

## Отличившиеся воины полка
- Кузнецов Михаил Васильевич, гвардии подполковник, командир 106-го гвардейского авиационного истребительного полка 11-й гвардейской истребительной авиационной дивизии 2-го гвардейского штурмового авиационного корпуса 2-й воздушной армии Указом Президиума Верховного Совета СССР 27 июня 1945 года удостоен звания дважды Героя Советского Союза. Золотая Звезда 2/82
- Артемченков Григорий Фёдорович, гвардии лейтенант, командир звена 106-го гвардейского истребительного авиационного полка 11-й гвардейской истребительной авиационной дивизии 2-го гвардейского штурмового авиационного корпуса 2-й воздушной армии Указом Президиума Верховного Совета СССР 27 июня 1945 года удостоен звания Героя Советского Союза. Золотая Звезда № 7467
- Бобков Валентин Васильевич, гвардии капитан, командир эскадрильи 106-го гвардейского истребительного авиационного полка 11-й гвардейской истребительной авиационной дивизии 2-го гвардейского штурмового авиационного корпуса 2-й воздушной армии Указом Президиума Верховного Совета СССР 27 июня 1945 года удостоен звания Героя Советского Союза. Золотая Звезда № 7664
- Забырин Николай Владимирович, гвардии лейтенант, командир звена 106-го гвардейского истребительного авиационного полка 11-й гвардейской истребительной авиационной дивизии 2-го гвардейского штурмового авиационного корпуса 2-й воздушной армии Указом Президиума Верховного Совета СССР 27 июня 1945 года удостоен звания Героя Советского Союза. Золотая Звезда № 8619
- Киянченко Николай Степанович, гвардии майор, штурман 106-го гвардейского истребительного авиационного полка 11-й гвардейской истребительной авиационной дивизии 2-го гвардейского штурмового авиационного корпуса 2-й воздушной армии Указом Президиума Верховного Совета СССР 27 июня 1945 года удостоен звания Героя Советского Союза. Золотая Звезда № 7649
- Лихачёв Виктор Кириллович, гвардии лейтенант, командир звена 106-го гвардейского истребительного авиационного полка 11-й гвардейской истребительной авиационной дивизии 2-го гвардейского штурмового авиационного корпуса 2-й воздушной армии Указом Президиума Верховного Совета СССР 27 июня 1945 года удостоен звания Героя Советского Союза. Золотая Звезда № 7505
- Путько Николай Савельевич, гвардии старший лейтенант, заместитель командира эскадрильи 106-го гвардейского истребительного авиационного полка 11-й гвардейской истребительной авиационной дивизии 2-го гвардейского штурмового авиационного корпуса 2-й воздушной армии Указом Президиума Верховного Совета СССР 27 июня 1945 года удостоен звания Героя Советского Союза. Золотая Звезда № 8630
- Савельев Евгений Петрович, гвардии старший лейтенант, заместитель командира эскадрильи 106-го гвардейского истребительного авиационного полка 11-й гвардейской истребительной авиационной дивизии 1-го гвардейского Смешанного авиационного корпуса 17-й воздушной армии Указом Президиума Верховного Совета СССР 2 августа 1944 года удостоен звания Героя Советского Союза. Золотая Звезда № 2832
- Селифонов Иван Иванович, гвардии старший лейтенант, командир звена 106-го гвардейского истребительного авиационного полка 11-й гвардейской истребительной авиационной дивизии 2-го гвардейского штурмового авиационного корпуса 2-й воздушной армии Указом Президиума Верховного Совета СССР 27 июня 1945 года удостоен звания Героя Советского Союза. Золотая Звезда № 8807
- Тимошенко Афанасий Иванович, гвардии майор, заместитель командира 106-го гвардейского истребительного авиационного полка 11-й гвардейской истребительной авиационной дивизии 2-го гвардейского штурмового авиационного корпуса 2-й воздушной армии Указом Президиума Верховного Совета СССР 27 июня 1945 года удостоен звания Героя Советского Союза. Посмертно

## Статистика боевых действий
Всего за годы Великой Отечественной войны полком:
| Выполнено боевых вылетов | Сбито самолётов в воздухе | Уничтожено самолётов всего |
| ------------------------ | ------------------------- | -------------------------- |
| 8730                     | 296                       | 314                        |

Свои потери:
| Потеряно самолётов, всего | Погибло лётчиков всего | Погибло лётчиков в воздушных боях | Не вернулись с боевого задания |
| ------------------------- | ---------------------- | --------------------------------- | ------------------------------ |
| 87                        | 29                     | 11                                | 14                             |

## Базирование полка
| Период                  | Аэродром базирования   |
| ----------------------- | ---------------------- |
| 05.1945 — 07.1945       | Котбус, Германия       |
| 10.07.1945 — 20.12.1945 | Парндорф, Австрия      |
| 20.12.1945 — 19.05.1946 | Секешфехервар, Венгрия |
| 19.5.1946 — 09.1949     | Веспрем-Ютас, Венгрия  |
| 09.1949 — 05.1961       | Папа, Венгрия          |

## Самолёты на вооружении
| Период      | Самолёты         |
| ----------- | ---------------- |
| 1942 — 1942 | Хоукер Харрикейн |
| 1942 — 1945 | Як-1             |
| 1943 — 1944 | Як-7Б            |
| 1944 — 1945 | Як-9             |
| 1945 — 1950 | Як-3             |
| 1950 — 1955 | МиГ-15           |
| 1955 — 1961 | МиГ-17           |